# Lovis Corinth
Lovis Corinth (Tapiau (danas Gvardejsk), 21. srpnja 1858. - Zandvoort, Nizozemska, 12. srpnja 1925.), njemački slikar i grafičar.
Istaknuti je predstavnik berlinske secesije. Izraziti je kolorist s osobitim smislom za oštru karakterizaciju i grotsku. Slikao je širokim namazima kontrastnih boja portrete (G. Hauptmann, G. Brandes i niz autoportreta), pejzaže, mrtve prirode te religiozne i mitološke kompozicije. Ilustrirao je grafikama djela Goethea, Schillera, Swifta, Balzaca i dr. Pisao je o umjetnosti i ostavio "Autobiografiju".